# نيكولا بيرتي
نيكولا بيرتي (بالإيطالية: Nicola Berti)‏ مواليد 14 أبريل 1967 في سالسومادجوري تيرمي، هو لاعب كرة قدم إيطالي دولي سابق كان يلعب كلاعب وسط. اعتزل اللعب عام 2002. سبق له أن لعب في كأس العالم لكرة القدم مع منتخب بلاده. بدأ مسيرته الرياضية عام 1982 مع نادي بارما. لعب خلال مسيرته 428 مباراة سجل خلالها 47 هدفاً.

## المسيرة الاحترافية

### أندية لعب لها
- نادي بارما
- فيورنتينا
- إنتر ميلان
- توتنهام هوتسبير
- ديبورتيفو ألافيس

## روابط خارجية
- نيكولا بيرتي على موقع الاتحاد الدولي (مؤرشف)  (الإنجليزية)
- نيكولا بيرتي على موقع قاعدة بيانات كرة القدم.إي يو (الإنجليزية)
- نيكولا بيرتي على موقع ناشيونال فوتبول تيمز (الإنجليزية)
- نيكولا بيرتي على موقع عالم كرة القدم.نت (الإنجليزية)